# エヌ・ティ・ティ・ドコモ中国
株式会社エヌ・ティ・ティ・ドコモ中国（エヌ・ティ・ティ・ドコモちゅうごく）は、一般には「NTTドコモ中国」と呼ばれ、かつて中国地方を事業区域としていた日本の移動体通信事業者。株式会社エヌ・ティ・ティ・ドコモの完全子会社であった。現在はNTTドコモ中国支社となっている。

## 事業区域
広島県 - 岡山県 - 鳥取県 - 島根県 - 山口県

## 沿革
- 1993年 - エヌ・ティ・ティ移動通信網から分離独立。
- 1998年 - エヌ・ティ・ティ中国パーソナル通信網（NTTパーソナル中国）からPHS事業を継承。
- 2002年 - 株式会社エヌ・ティ・ティ・ドコモ中国に社名変更。
- 2004年6月 - ポケットベル新規加入受付を停止
- 2005年5月 - PHS新規加入受付を停止
- 2007年3月31日 - ポケットベル事業から撤退
- 2008年
  - 1月7日 - PHS事業から撤退
  - 7月1日 - 親会社の株式会社エヌ・ティ・ティ・ドコモ（ドコモ中央）に併合され解散した。この会社の本社は親会社の中国支社となった。

## CMについて
- NTTドコモのCMはドコモ中国（中国エリア）に限り「NTT DoCoMo中国」のロゴが入っていた（中国地区以外の他のエリアは東京版に準拠）。これは、中国地方では瀬戸内海沿岸地域を中心に、関西や四国、九州のテレビ放送が視聴できることもあり、他のエリアと混同されないようにするためであった。
- かつてはドコモ中国のみのオリジナルCMが制作されており江口洋介、三宅裕司、井川遥、柳葉敏郎らが起用されていた。